# Barque solaire
Pour les articles homonymes, voir Barque solaire (homonymie).
La barque solaire est un objet symbolique de la mythologie égyptienne lié au cycle journalier du soleil et au démiurge qui lui est associé, Rê.

## Rôle de la barque solaire

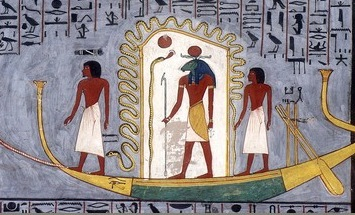
Rê voyageant à travers le monde souterrain dans sa barque, d’après la copie du Livre des Portes dans la tombe de Ramsès Ier (KV16).

Pour les Égyptiens de l'Antiquité, le cycle perpétuel du lever et du coucher du soleil est comparable au cycle de la vie et de la mort. Ainsi, chaque matin le soleil naît à l'orient, croît jusqu'au zénith, puis vieillit jusqu'à l'occident où il disparaît dans le royaume des morts. Ce voyage diurne, le dieu solaire Rê le fait à bord d'une barque appelée mandjet. Le choix d'une barque comme moyen de transport se comprend aisément dans une civilisation résolument fluviale où le Nil occupe la place d'axe principal de communication et de source quasi-exclusive d'alimentation grâce aux crues, à l'irrigation et à la pêche.
Le périple perpétuel de Rê ne connaît pas de pause à la tombée de la nuit ; bien au contraire, il ne fait que recommencer. C'est aux commandes d'une autre barque, appelée mesektet qu'il entame son périple souterrain et traverse les douze heures de la nuit avant de pouvoir renaître au matin. Dans le royaume des morts (la nuit), il doit affronter les forces du chaos dont le représentant le plus puissant est le serpent Apophis. Il est accompagné sur la barque par d'autres divinités qui, comme Seth, l'aident à lutter contre le chaos.
Les Égyptiens de l'Antiquité ont imaginé qu'en s'associant au dieu solaire lors de sa course perpétuelle à bord des barques sacrés, leurs âmes vivraient éternellement. C'est ainsi que le culte funéraire est fortement marqué par ce mythe solaire. Par exemple, on construisait de préférences les tombeaux sur la rive occidentale du Nil (où « meurt » le soleil) et lors de l'enterrement on faisait traverser le fleuve au défunt sur des barques semblables à celle du dieu solaire. Sous l'Ancien Empire, le roi est le seul à ressusciter sous la forme d'une divinité. Il a également le pouvoir de se joindre au dieu Rê dans sa barque. La barque solaire devait transporter le corps du souverain dans l'au-delà pour une vie éternelle.

## La barque solaire de Khéops

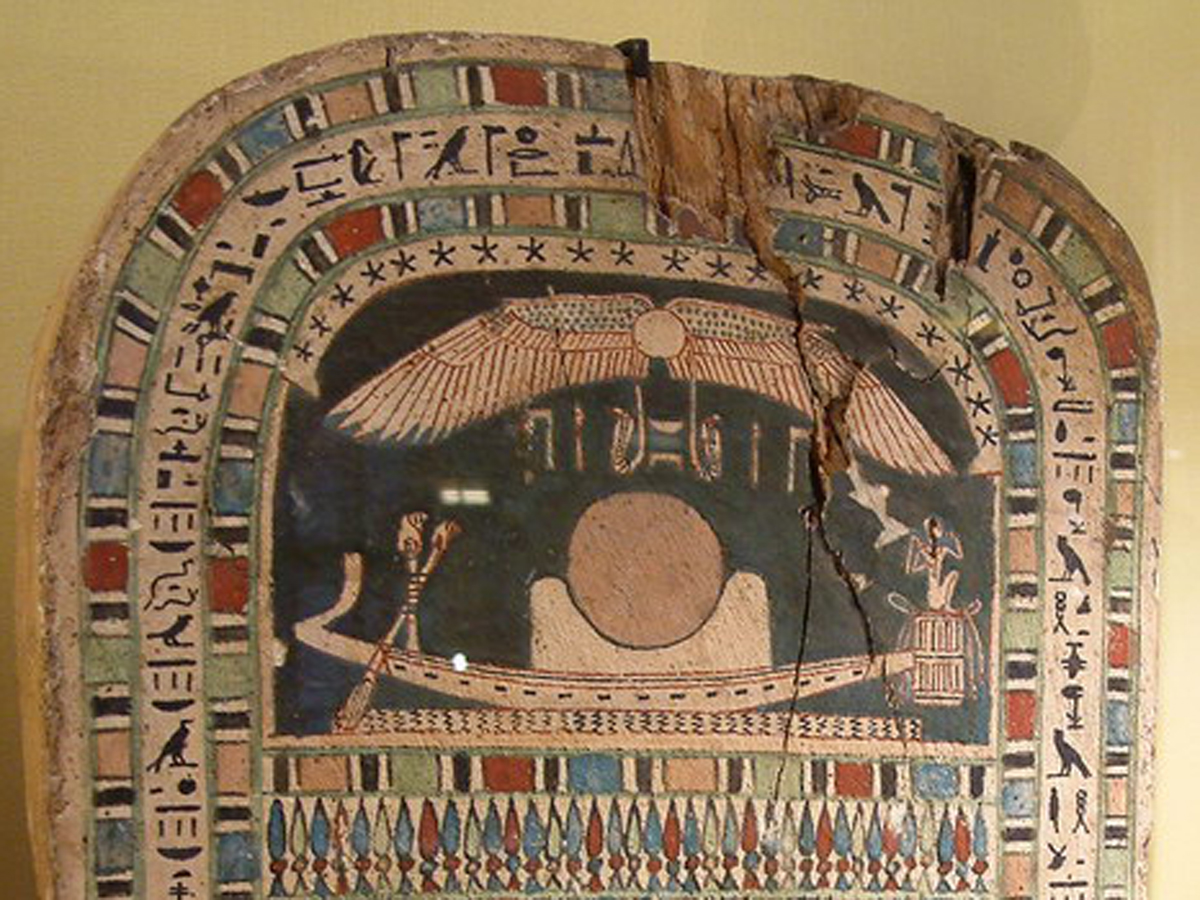
Représentation d'une barque solaire.

Enfouie depuis environ 4 500 ans, la barque funéraire de Khéops ne fut découverte qu'en 1954 au pied de la pyramide de Khéops. Elle fut trouvée lors de travaux autour de la grande pyramide.

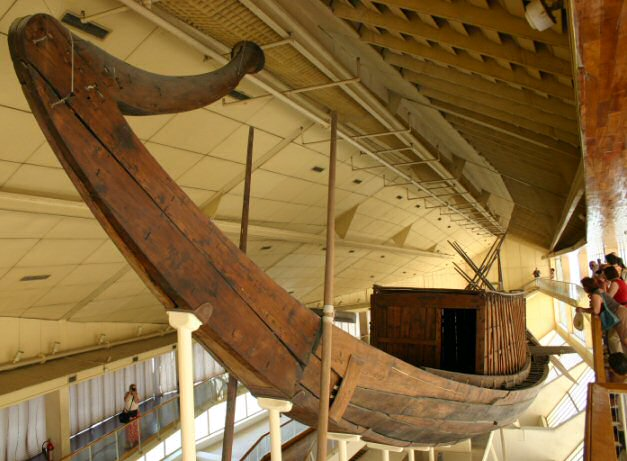
Vue générale de la barque solaire de Khéops.

La barque, en bois de cèdre, munie de tout son outillage — rames, cordes et cabine — comprenait 1 224 pièces détachées. Elle mesure 43,5 m de long, sa proue s'élève à cinq mètres et sa poupe à sept mètres. Remontée, elle est actuellement exposée dans le musée situé exactement à l'endroit où elle a été trouvée.
Le musée de la barque solaire a été construit au pied de la pyramide de Khéops côté sud, au-dessus d'une fosse qui logeait une des barques solaires lors de sa découverte.
Cinq fosses de barques solaires ont été découvertes jusqu'à ce jour mais seules deux d'entre elles contenaient encore une barque en bois.
Une seule est exposée, et subit d'ailleurs des dégâts (déformations) de ce fait, l'autre est maintenue dans des conditions optimales afin d'assurer sa conservation.

### Galerie

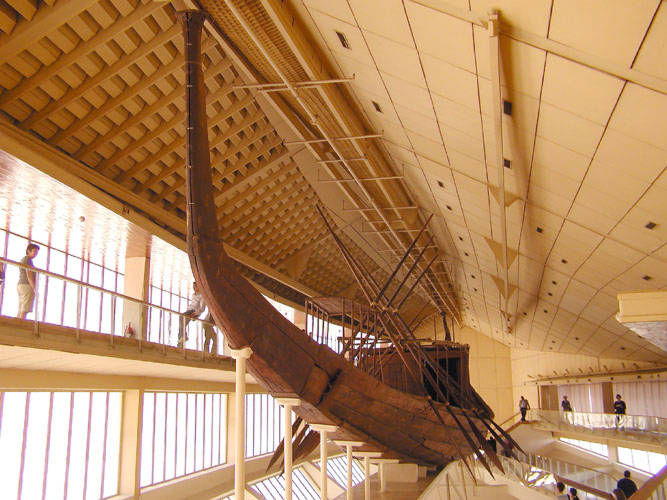
La barque reconstituée de Khéops (musée de la barque solaire).
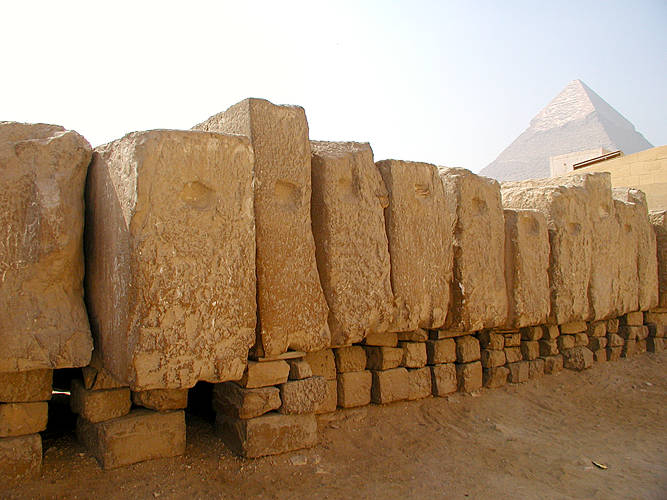
Blocs de couverture de la fosse à barque.
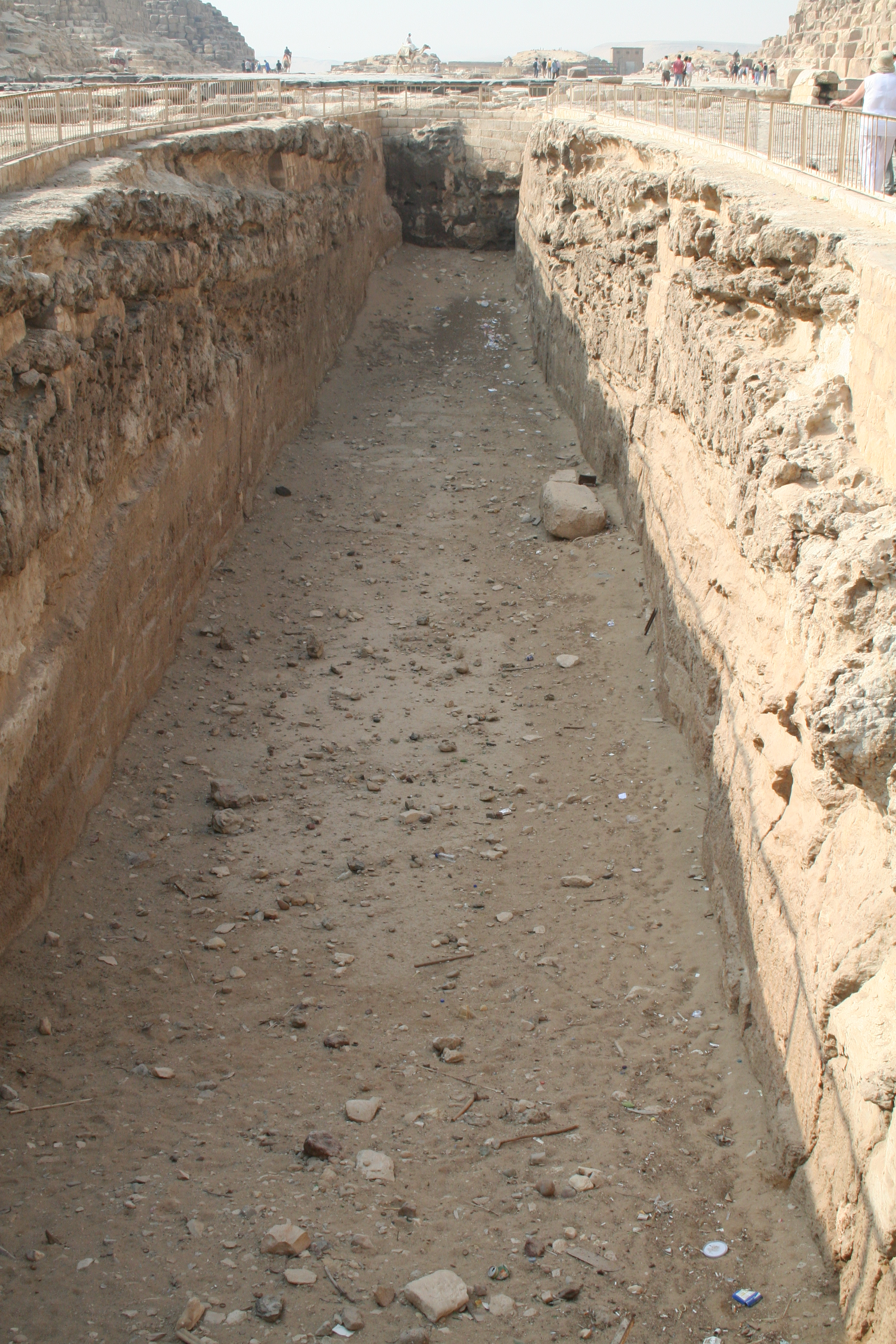
L'une des fosses à barque à l'est de la pyramide.
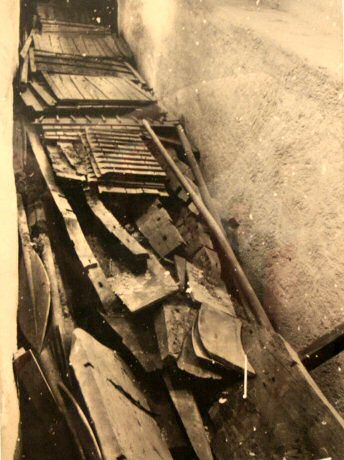
La barque démontée telle qu'elle fut découverte en 1954.
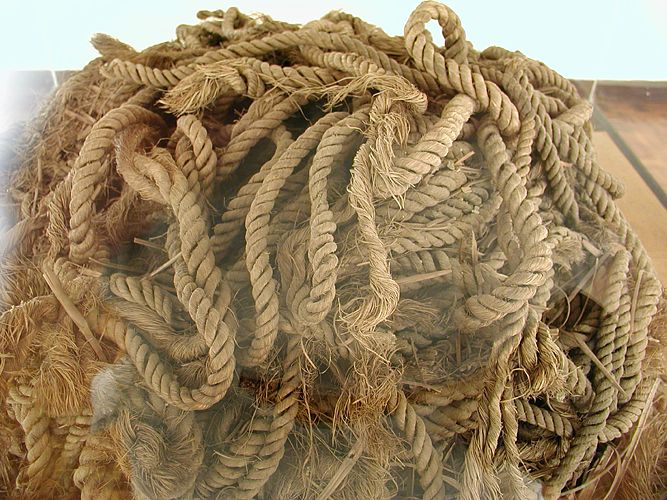
Cordages originaux découverts dans la fosse à barque.
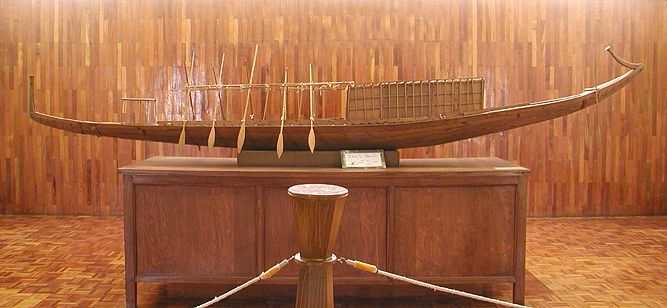
Maquette de la barque solaire.
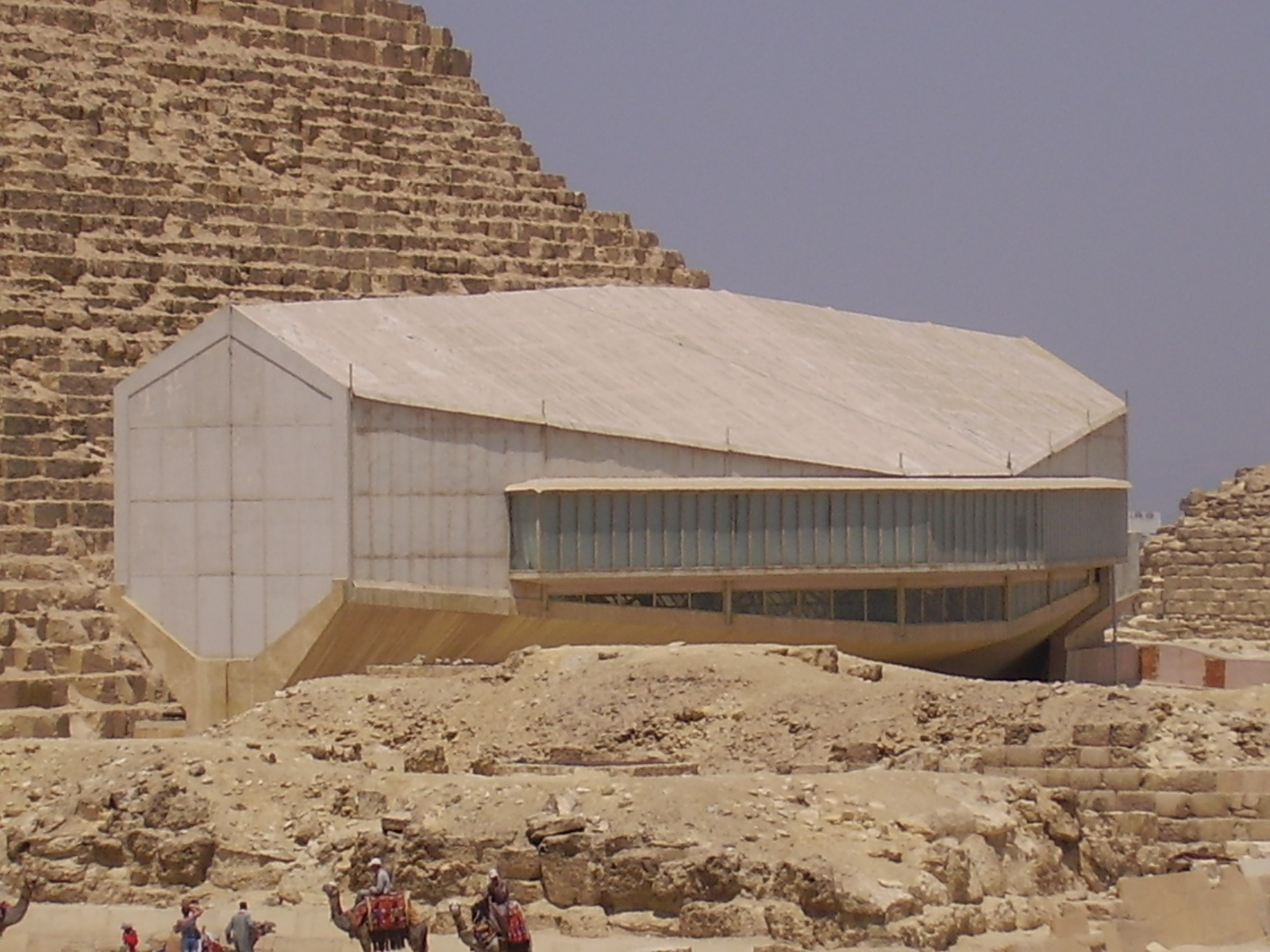
Le musée de la barque solaire.